# 盧龍雲
盧龍雲（？—？），字少從，號起溟，廣東廣州府南海縣人，軍籍，明朝政治人物。

## 生平
萬曆四年（1676年）丙子科廣東鄉試第三十六名，萬曆十一年（1583年）癸未科會試第二百九十二名，登三甲第一百六十三名進士。本年授廣西馬平縣知縣，十七年補邯鄲縣，改霸州判官，二十一年升臨朐知縣，丁憂歸。二十五年補長樂縣知縣，以鲠直忤权要，二十九年考察降用，三十三年降補江西布政司檢校，三十四年升南京刑部照磨，三十六年升南大理寺評事，三十八年升户部四川司主事，四十一年升员外郎，四十二年管揚州鈔關，本年升郎中，四十三年（1615年）六月升貴州參議。以劳成病，卒于官。所著有《四留堂稿》诸书，祀乡贤。

## 家族
曾祖盧英；祖父盧汴；父盧寵。母李氏。具慶下。弟龍霄、龍雨。